# The Best Things in Life Are Free
A The Best Things in Life Are Free Luther Vandross és Janet Jackson amerikai pop- és R&B-énekesek duettje. A Mo’ Money című film zenéjéhez készült.

## Fogadtatása
A dal listavezető lett a Billboard R&B-slágerlistáján és a tizedik helyig jutott a Billboard Hot 100-on. A Hot 100 24. helyén debütált 1992. május 30-án, és három hét alatt jutott fel a 10. helyig, ahol három újabb héten át maradt. 1992 nyarán gyakran játszották a pop- és R&B-rádióadók, és 18 hetet töltött a Top 40-ben, 1992. szeptember 26-áig. Grammy-díjra jelölték „legjobb R&B-előadás együttestől vagy duótól” kategóriában.

## Videóklip és remixek
A dal klipjében sem Jackson, sem Vandross nem szerepel; Janetnek ez a második olyan videóklipje, amiben nem szerepel (a Diamonds után). Damon és Marlon Wayans, valamint Stacey Dash feltűnnek benne.

### 1992
- CJ’s UK 12" w/ Rap (9:58)
- CJ’s UK 12" w/o Rap (9:55)
- CJ’s UK 12" Edit (7:12)
- CJ’s Macapella (6:21)
- CJ’s UK 7" w/ Rap (4:18)
- CJ’s UK 7" w/o Rap (4:17)
- CJ’s FXTC Dub/UK Dub #1 (6:51)
- CJ’s Vinyl Zone Dub/UK Dub #2 (6:49)
- Classic 12" w/ Rap (5:53)
- Classic 12" w/o Rap (5:42)
- Classic 7" w/ Rap (4:22)
- Classic 7" w/o Rap (4:03)
- Def Version (8:41)
- Dub Mix (4:27)
- Instrumental (4:29)

### 1995
- K-Klass 7" (4:23)
- K-Klass 12" (CD Version) (8:50)
- K-Klass 12" (Vinyl Version) (9:27)
- MK 12" (7:25)
- Roger’s Nasty Dub (8:20)
- Roger’s Bonus Beats (4:00)
- S-Man Salsoul Vibe (11:40)
- S-Man Salsoul Vibe Edit (7:00)
- S-Man Deep Dub (7:32)
- S-Man Ill Dub (7:44)

## Változatok[1]
| 7" kislemez (Egyesült Királyság) 1. The Best Things in Life Are Free (CJ’s UK 7" w/ Rap) 2. The Best Things in Life Are Free (Classic 7" Mix w/Rap) 7" kislemez (Franciaország) Kazetta (USA) 1. The Best Things in Life Are Free 2. Mo’ Money Snippets 12" maxi kislemez (USA) 1. The Best Things in Life Are Free (Classic 12" Mix w/ Rap) 2. The Best Things in Life Are Free (Def Version) 3. The Best Things in Life Are Free 4. The Best Things in Life Are Free (CJ’s UK 12" w/ Rap) 5. The Best Things in Life Are Free (CJ’s F.X.T.C. Dub) 6. The Best Things in Life Are Free (CJ’s Vinyl Zone Dub) 12" maxi kislemez (Egyesült Királyság, Franciaország, Németország) 1. The Best Things in Life Are Free 2. The Best Things in Life Are Free (CJ’s UK 12" w/ Rap) 3. The Best Things in Life Are Free (CJ’s Macapella) 4. The Best Things in Life Are Free (Classic 12" Mix w/ Rap) 5. The Best Things in Life Are Free (Def Version) 6. The Best Things in Life Are Free (CJ’s Dub #1) | CD maxi kislemez (Egyesült Királyság, Németország) 1. The Best Things in Life Are Free 2. The Best Things in Life Are Free (Instrumental) 3. Mo’ Money Snippets CD maxi kislemez (Egyesült Királyság) 1. The Best Things in Life Are Free (CJ’s UK7" w/ Rap) 2. The Best Things in Life Are Free (CJ’s UK 12" w/ Rap) 3. The Best Things in Life Are Free (Classic 7" w/ Rap) 4. The Best Things in Life Are Free (Classic 12" w/ Rap) 5. The Best Things in Life Are Free (Def Version) 6. The Best Things in Life Are Free (CJ’s UK Dub #1) CD maxi kislemez (Japán) 1. The Best Things in Life Are Free (Classic 12" w/ Rap) 2. The Best Things in Life Are Free (CJ’s UK12" w/ Rap) 3. The Best Things in Life Are Free (Def Version) 4. The Best Things in Life Are Free (CJ’s F.X.TC. Dub) 5. The Best Things in Life Are Free (CJ’s Vinyl Zone Dub) 6. The Best Things in Life Are Free Kazetta (Egyesült Királyság) 1. The Best Things in Life Are Free 2. The Best Things in Life Are Free (Instrumental) |

## Helyezések
| Slágerlista (1993)                             | Legmagasabb helyezés |
| ---------------------------------------------- | -------------------- |
| USA Billboard Hot 100                          | 10                   |
| USA Billboard Hot 100 Airplay                  | 5                    |
| USA Billboard Hot R&B/Hip-Hop Singles & Tracks | 1                    |
| USA Billboard Dance Music/Club Play            | 3                    |
| USA Billboard Dance Music/Maxi-Singles Sales   | 39                   |
| USA ARC Weekly Top 40                          | 5                    |
| Ausztrál kislemezlista                         | 2                    |
| Bajor kislemezlista                            | 3                    |
| Brit kislemezlista                             | 2                    |
| Dél-afrikai kislemezlista                      | 3                    |
| Kanadai kislemezlista                          | 4                    |
| Német kislemezlista                            | 14                   |
| Svájci kislemezlista                           | 32                   |